# اسلته

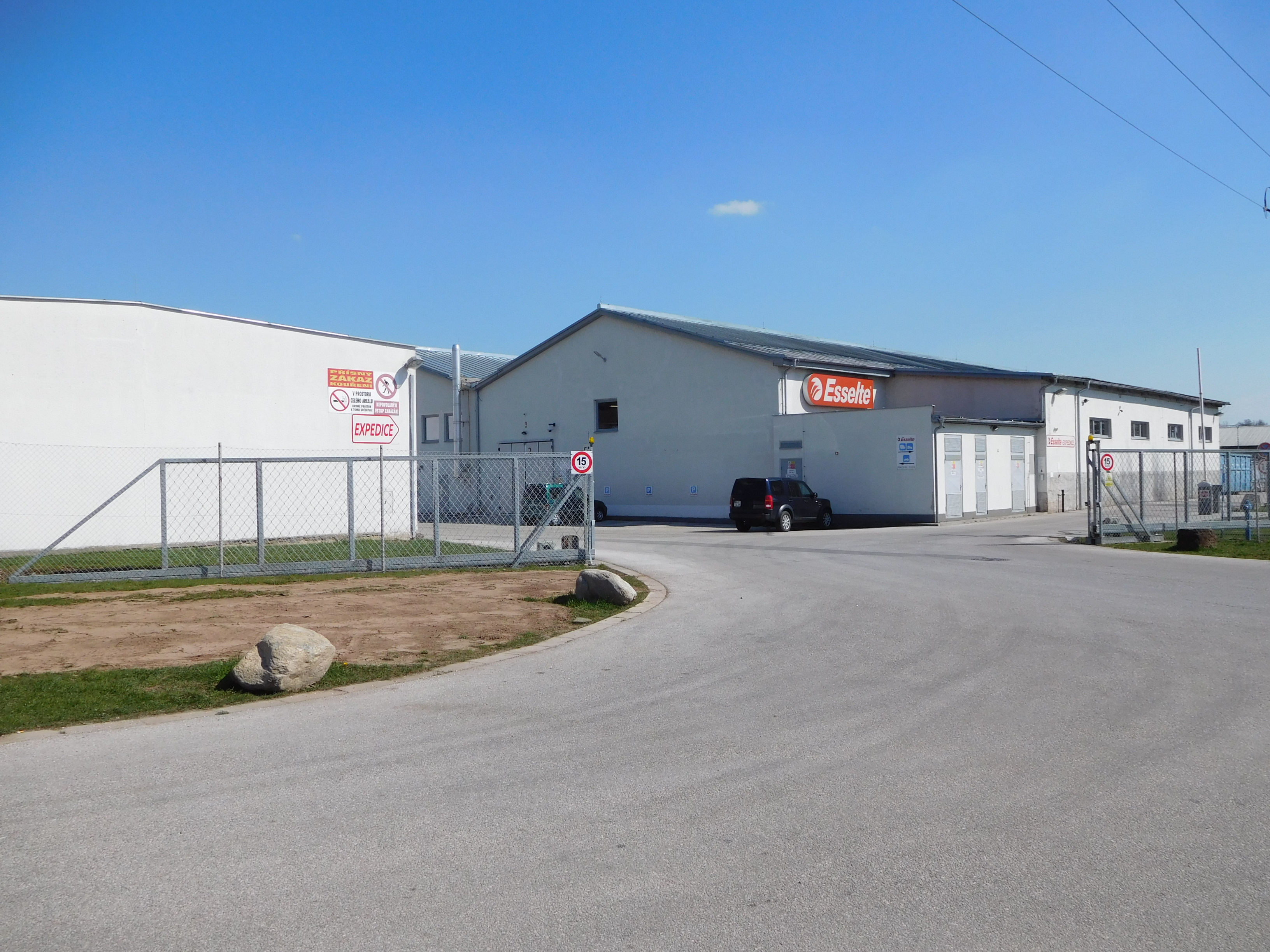
کارخانه های استله

اسلته (انگلیسی: Esselte) شرکت تجهیزات اداری سوئدی است، که در سال ۱۹۱۳ تأسیس شد.